# جزبل نوار سرخ
جزبل نوار سرخ گونه ای پروانه است که در تیره کاهی‌بالان و سرده هاشوربالان قرار دارد. استرالیا زیستگاه این حشره است.